# Sion, Elveția
Sion (lat. Sedunum; val. Sittu) este un oraș în Elveția.

## Personalități născute aici
- Tiffany Géroudet (n. 1986), scrimeră.